# William Ruddiman
William F. Ruddiman (Washington, D. C., Estados Unidos, 8 de enero de 1943) es un paleoclimatólogo y profesor emérito de la Universidad de Virginia. Obtuvo una licenciatura en geología en 1964 en el Williams College y un doctorado en geología marina de la Universidad de Columbia en 1969. Trabajó en la Oficina Naval Oceanográfica de Estados Unidos entre 1969 y 1976, y en el Observatorio Terrestre Lamont-Doherty de Columbia desde 1976 hasta 1991. Se trasladó a Virginia en 1991, sirviendo como profesor en Ciencias Ambientales. Los intereses de investigación de Ruddiman se centran en el cambio climático durante varias escalas de tiempo. Es miembro de la Sociedad Geológica de América y de la Unión Geofísica Americana. Ha participado en 15 campañas oceanográficas, y fue codirector de dos cruceros de perforación de aguas profundas.
Ruddiman es conocido por su hipótesis del antropoceno antiguo, en la que los cambios inducidos por el hombre en los gases de invernadero no se iniciaron en el siglo XVIII con el advenimiento de las máquinas a carbón de la era industrial, sino que se remontan a hace 8000 años, provocada por las actividades agrícolas intensas de nuestros antepasados. Fue en ese momento cuando las concentraciones de gases de efecto invernadero atmosféricos dejaron de seguir el patrón periódico de subidas y caídas que había caracterizado con exactitud su comportamiento pasado a largo plazo, un patrón que está bien explicado por las variaciones naturales en la órbita de la Tierra conocidas como ciclos de Milankovitch. En su hipótesis de glaciación retrasada, Ruddiman afirma que una edad de hielo incipiente probablemente habría comenzado hace varios miles de años, pero esa edad de hielo no llegó por las actividades de los primeros agricultores. La hipótesis de la glaciación de retraso ha sido cuestionada con el argumento de que las explicaciones alternativas son suficientes para explicar la actual anomalía cálida sin recurrir a la actividad humana, pero Ruddiman cuestiona la metodología de sus críticos.
Ruddiman también es conocido por su hipótesis en la década de 1980 de que el levantamiento tectónico del Tíbet creó la circulación monzónica altamente estacional que domina Asia hoy. Con su entonces estudiante de posgrado Maureen Raymo desarrolló la hipótesis en la que el levantamiento de la cordillera del Himalaya y la meseta tibetana causó una reducción en el dióxido de carbono atmosférico a través de aumentos en la meteorización química y por lo tanto era un factor causal importante en la tendencia de enfriamiento del cenozoico que finalmente llevó a las más recientes edades de hielo.
Fue galardonado con la Medalla Lyell de la Sociedad Geológica de Londres en 2010 y ha publicado más de 125 artículos científicos.